# 纹耳噪鹛
纹耳噪鹛（学名：Garrulax virgatus），是画眉科噪鹛属的一种，分布于印度和缅甸。该物种的保护状况被评为无危。
纹耳噪鹛的栖息地包括亚热带或热带的高海拔草原、亚热带或热带的高海拔疏灌丛和亚热带或热带的湿润山地林。